# Gocho (gentilicio)

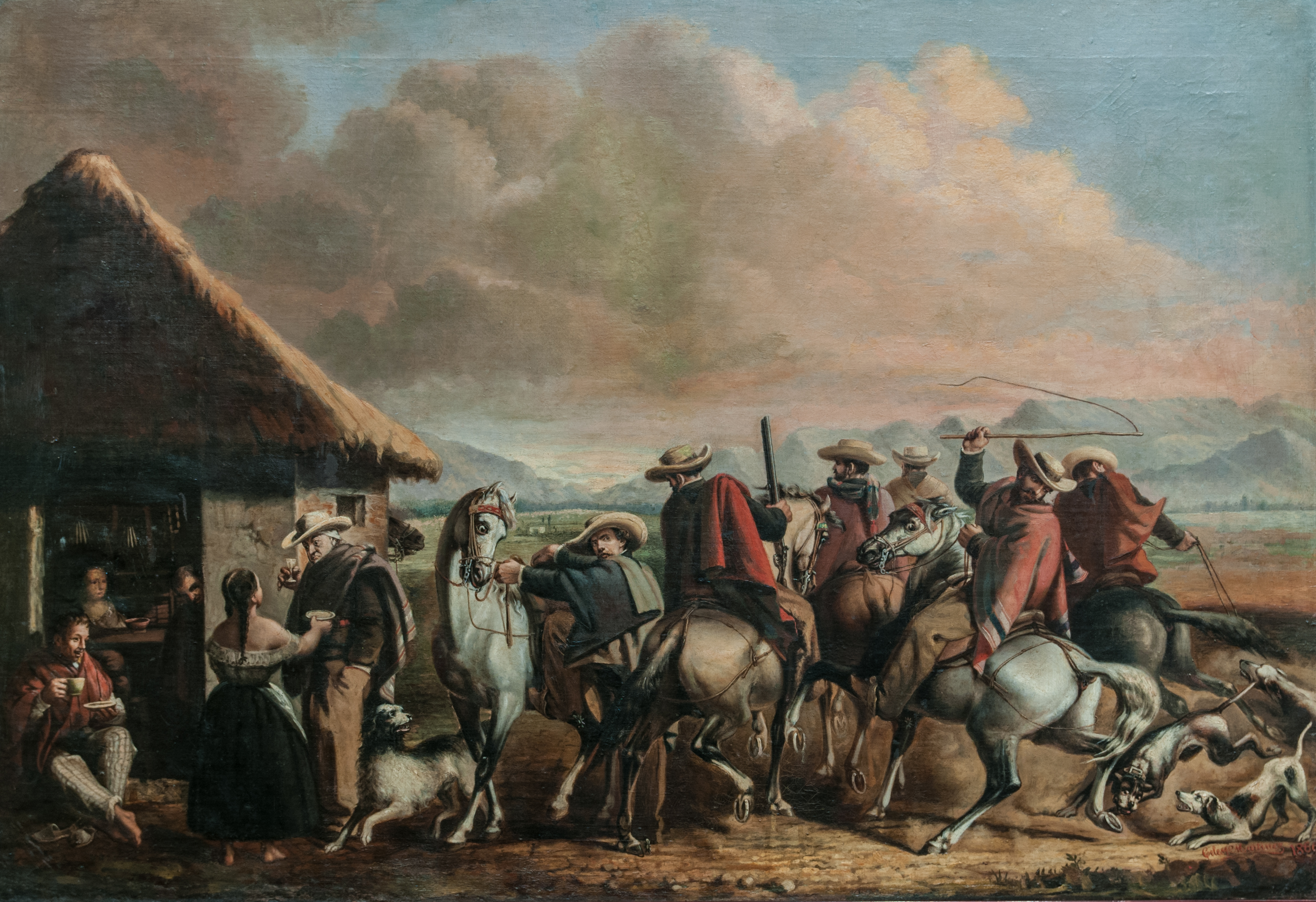
Los cazadores a caballo en la posada 1866 por Celestino Martinez, pintura mostrando jinetes con ruanas y el atuendo de montar de la época.

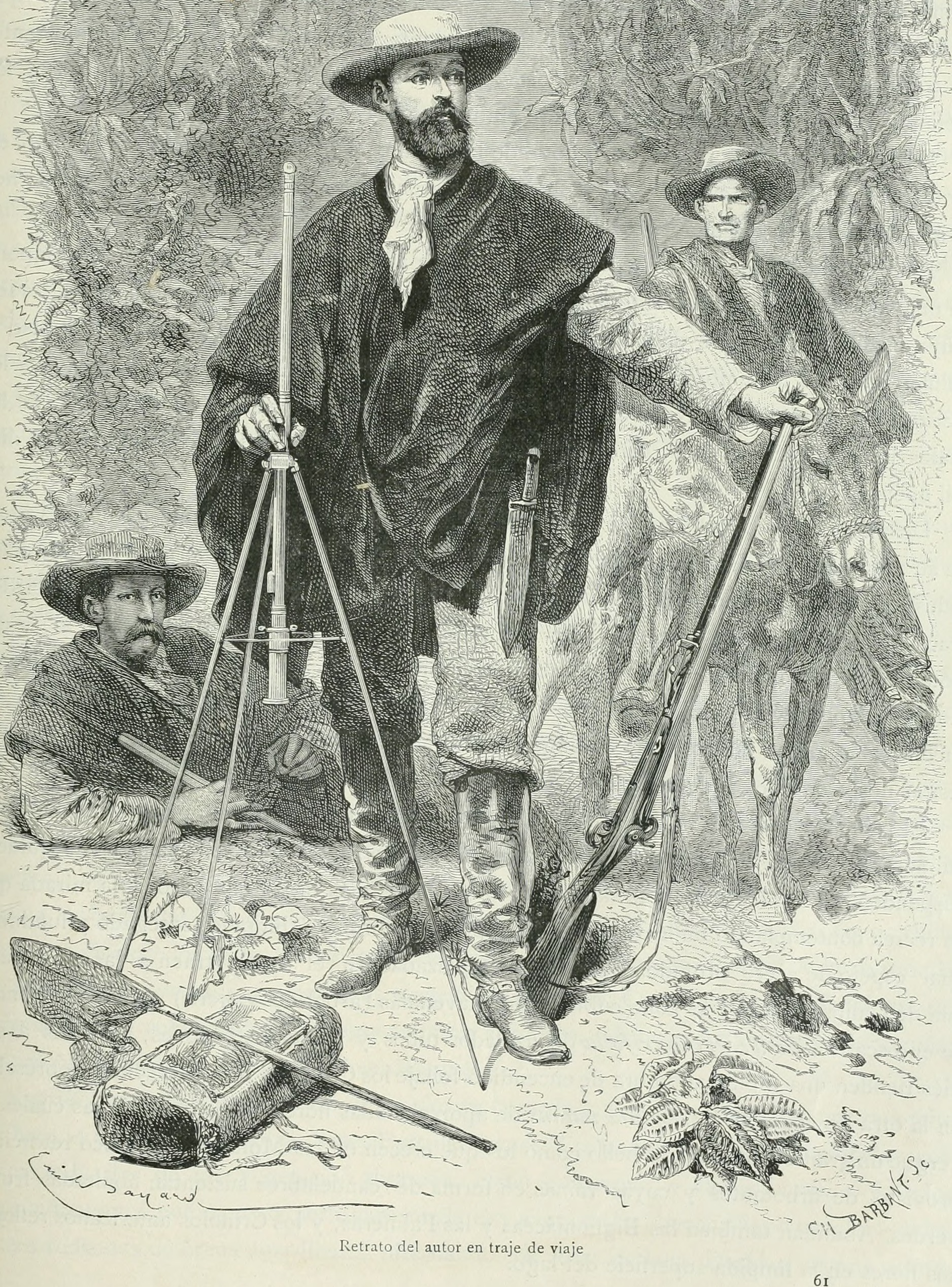
, Criollo portando una ruana, prenda típica de los andes colombo-venezolanos.

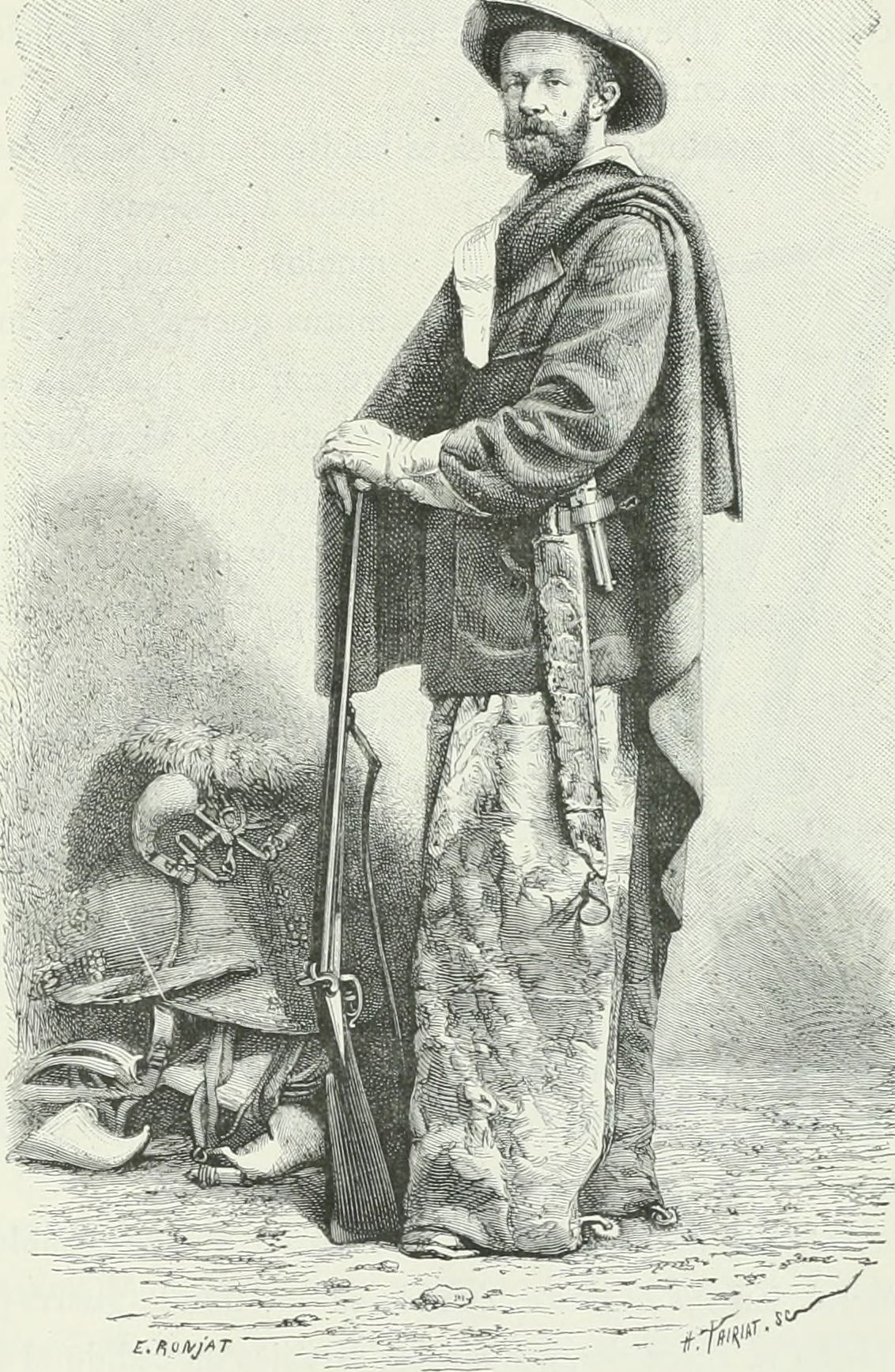
, criollo portando traje de montar y una ruana.

Gocho y gocha es la denominación coloquial pero también  vulgar para las personas nacidas en los Andes venezolanos, especialmente del (Táchira) considerado un término peyorativo pero también cariñoso.
Se han distinguido como grupo aparte en Venezuela debido a su aislamiento geográfico, cultura, etnografía, atuendo y su gran influencia en la historia de este país.

El término Gocho se empezó a usar en la época de Cipriano castro cuando encarceló a los banqueros de Caracas por negarse a dar un préstamo al gobierno. Y estos caraqueños empezaron a llamar los del Táchira gochos palabra sinónimos de cerdo, para insultarlos por atentar contra la economía. El término solo se usaba para los Táchirenses de la revolución libertadora.

## Etimología
La asociación del término «gocho» con los andinos origina con la Revolución Liberal Restauradora, evento en que emergen los andinos en la vida política del país y comienza su período de influencia casi ininterrumpida por más de cinco décadas. Desde la toma del poder por parte de Cipriano Castro, se impuso orden público en forma represiva por equipos de hombres armados, muchos de los ejecutores de esta represión provenían del Táchira y habían sido compañeros de armas de Castro durante la llamada Revolución Restauradora, algunos conocidos como chácaros (procedentes posiblemente de las poblaciones de Pregonero), expresión con la que, en el Táchira, se denomina a los cochinos de monte. Se ha especulado que por asociación de términos se les comenzó a llamar gochos a los esbirros de Castro, siendo el término comúnmente utilizado de forma despectiva e insultante.
Sin embargo, en la última campaña electoral del presidente andino electo más recientemente -Carlos Andrés Pérez en 1988-, este político usó la denominación de «El Gocho» de forma masiva en su campaña. Ya entonces se había venido usando la expresión en forma más abierta y generalizada restándole la implicación negativa.

### Usos y significados del término

#### Término como sinónimo de «andino»
Una parte de quienes usan el término sostienen que se trata de una muestra de «cariño», como lo expresan algunos autores, como Lucy Gómez cuando afirma:

Hoy, en la Venezuela llena [de] ciudadanos netamente urbanos, donde todos somos mas iguales que cuando se declaró la independencia, ser el «portu», la «china», el «catire», la «negra» o el «gocho», nunca ha sido un insulto. Y la mayoría de las veces, con solo un mi por delante, se convierte en caricia

En la prensa de Caracas se utiliza el término «gocho» principalmente para referirse a personajes andinos. 
Existe el calificativo de gocho de manera positiva:

Como buen «gocho», Rosales no es tonto
Diario La Nación, Leonardo Mora Arias

Y se presentan muestras en las que educadores se describen a sí mismos como:

Más gocho que cualquiera
Diario La Nación, E. Lanza

Soy un «gocho» y a mucha honra
Diario La Nación, Guiomar Caminos.

Otro importante medio de comunicación tachirense, la Televisora Regional del Táchira, tiene como tema promocional y videoclip un tema llamado Siempre contigo -el gocho amigo, compuesto por José Avendaño y José Hull Acevedo, ambos tachirenses.
Además de deportistas, políticos y otras personalidades a quienes se les pudo nombrar como gochos posiblemente sin consultarles, si bien no han demostrado su desagrado al término, existen ejemplos de personas que se adjudican a sí mismos el término, caso del artista Jorge Belandria, el gocho coplero. Un comunicador tachirense como Frank Mota (conocido animador de radio y televisión del Táchira) ha llamado «la gocha» a un vehículo de propósito turístico sin pretender que el término vaya en detrimento de la identidad del tachirense. Uno de los andinos de mayor popularidad en tiempos recientes, el doble ganador del premio Cy Young, Johan Santana, ha manifestado de sí mismo Sigo siendo el mismo 'gocho' de Tovar, 100 % venezolano. Voy a seguir trabajando y mejorando.

#### Término como connotación negativa
El apelativo ha tenido un significado polémico en prácticamente todo el territorio de Venezuela. Hay la apreciación entre una parte de quienes lo reciben de tener una connotación despectiva, entendiéndose con él que las personas son torpes o «toches», pueblerinas y carentes de cultura. Según expresan opiniones como las del tachirense José Pascual Mora García, en su Canto a San Cristóbal: Los que piensan que el remoquete de «gocho» es por cariño se equivocan. Es una expresión que busca infravalorizar al tachirense.
Existen en la cultura de Venezuela los «chistes de gochos», donde las personas nacidas en los Andes son constantemente burladas. Según el diario El País de España, confundiendo su «bondad» con «torpeza y tontería».
Los términos 'gocho' y 'gocha', son escasamente utilizados en algunos medios tachirenses, frente a los gentilicios 'tachirense' y 'sancristóbalense' que son usados más extensamente[cita requerida]. 

## Primeros poblamientos y etnografía

### Colonia
En la primera década del siglo XVII, Mérida estaba poblada por 150 Familias blancas y 3.300 aborígenes encomendados. En la segunda mitad del siglo XVIII la población del núcleo urbano de la misma ciudad estaba compuesta por unos 2000 habitantes blancos.
Los habitantes de Mérida (antigua capital andina del país) llegaban a finales de la colonia a once mil quinientos, de todo tipo de clase, aunque la menos numerosa era la de los esclavos. 
Según François-Raymon-Joseph Depons, súbdito francés quien fue agente espía de su gobierno señala sobre los andes

«... Se distinguían por la franqueza, la precisión espiritual y el amor al trabajo y la literatura. Ni estos ni las otras clases desdeñaban el trabajo como sucedía en poblaciones asentadas en tierras cálidas, propicias para la siesta, el chinchorro y el manguareo (...) Los blancos, casi todos criollos, se dedicaban a la agricultura, o la cría o a la carrera eclesiástica; los pardos a ocupaciones útiles, en las cuales daban muestra de su inteligencia y laboriosidad; los esclavos negros eran relativamente pocos, porque los africanos no se adaptaban biológicamente a las condiciones climáticas producidas por la altitud»
François-Raymon-Joseph Depons

«Siendo los primitivos colonos (…), en su mayoría oriundos de Extremadura, donde la cría de cerdos y la industria de la chacina eran oficios decorosos, se daban el gusto de comer y exportar jamones frescos y jugosos de muy bajo precio y los más diversos embutidos»
Carlos Chalbaud Zerpa

Cuando el autor boyacense don Basilio Vicente de Oviedo anduvo por estas tierras, escribió en "Cualidades y Riquezas del Nuevo Reino de Granada" (1763)

"(...)Hoy en día están muy pobres y tendrá cuándo más 200 feligreses este curato, y aún algunos tienen caudal, pero todos viven en la conformidad y [usan el] traje que usaban antiguamente, esto, es un tono de micaletas o almogávares catalanes, en el campo, en su calzón y chamarra de lienzo teñido, como usan los feligreses de la Parroquia de Mongui, de Charala"
don Basilio Vicente de Oviedo

### Los Timotes y Cuicas

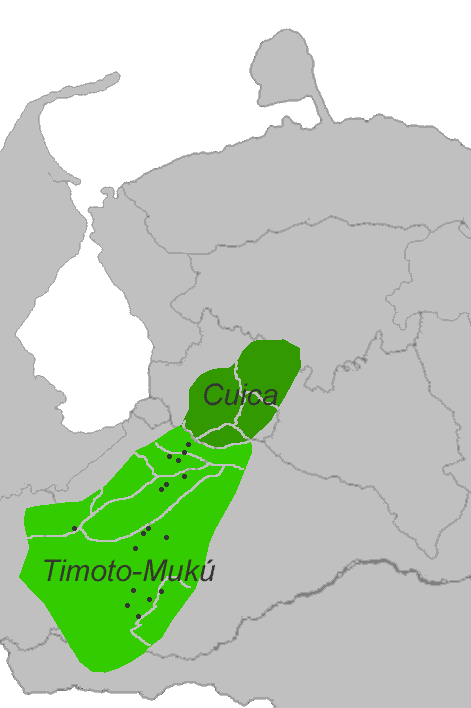
Repartición de las lenguas Timoto-cuicas en Venezuela.

La definición de Timote es la que ha sido utilizada con mayor frecuencia para referirse a los antiguos pobladores de los andes venezolanos. Los hermanos Mosonyi plantean que en los Andes venezolanos, particularmente en la zona de Mérida y Trujillo, tenían su asiento los pueblos timoto-cuicas, los cuales eran lingüísticamente autónomos, y no formaban parte de los arahuacos, ni de los caribes, ni de los chibchas, aunque guardaban afinidades culturales y económicas con estos últimos.  Había en la Cordillera merideña una multitud de pueblos más o menos populosos con distintos nombres que se adjuntaban bajo la denominación de Timotes y que eran gobernados cada uno por un cacique.

«Los Timotes, pues que así los llamaré, tenían por confinantes los pueblos siguientes: al norte, o sea sobre las orillas del Lago, los Bobures y Motilones; al sur sobre el arranque de los llanos, los Toboros, Caros y Coyones. Al Oeste los Mombures y Aviamas del Táchira, dependientes o confinantes de los Chitareros; y al Este la nación de Cuicas, que, compuesta de pueblos de distintos nombres, habitaban lo que es hoy el estado Trujillo.  Los límites que tenían señalados entre sí, los Timotes y Cuicas, son precisamente los mismos que dividen hoy los estados Mérida, Tachira y Trujillo»
(Lares, 1950: 14)

Fray Pedro de Aguado en sus crónicas describe a los indígenas de los andes venezolanos de esta manera

"es esta gente de este valle casi de la misma manera y traza que de la del valle de Santiago, excepto que todos traían unos sacos de mantas de hilo de cabuya muy largos y justos al cuerpo, vestidos y atados con unas cabuyas o hilos por sobre los hombros y recogido lo muy largo en la cintura, por dónde traían ceñidos y recogidos éstos sacos"
Fray Pedro de Aguado

### Etnografía
Según D. Castro De Guerra, la contribución Europea en los centros urbanos venezolanos resulta similar a las tendencias reportadas en Argentina, Uruguay y el sur de Brasil (Salzano & Bortolini 2002). Castro señala que

«En general, los resultados de ADNmt sugieren que (1) la llegada de mujeres europeas en Venezuela en la era colonial eran limitadas, (2) que el número de los esclavos africanos deben haber sido bajos en relación con otros países latinoamericanos (…) La proporción de linajes africanos presentes, incluso en las poblaciones de origen africano, es uno de los más bajos de América del Sur; la ausencia de AB y la presencia de Elbla* sugiere una contribución de África occidental. Además del bajo número de esclavos africanos traídos a Venezuela, es muy probable que los esclavos que ingresaron de manera ilegal del Caribe y las Antillas eran descendientes de los sindicatos de mujeres africanas con hombres europeos y, por lo tanto, portadoras del Cromosoma Y europeo»
D. Castro De Guerra

En general, los estudios sugieren heterogeneidad en relación con el origen de las diferentes genomas en Venezuela. El autosómico es predominantemente europeo con una importante contribución amerindia; el ADNmt es principalmente amerindio, mientras que el cromosoma Y es europeo. Así, los genes europeos han entrado en la población venezolana a través de la inmigración masculina, mientras que la indígena contribución ha sido preservada en el acervo genético de Venezuela a través de la mujer.
Según la recopilación de investigaciones de Castro sobre las regiones venezolanas, se registra que los Andes como región tienen una contribución en promedio de origen amerindio del 27% (preservada por la mujer) y un 73% europeo (traído por la inmigración masculina) y nulo aporte africano.
Varios exploradores, artistas y científicos que han explorada la zona andina de Venezuela remarcan el contraste de los andinos con el resto de venezolanos de tierras calientes, debido a su aislamiento geográfico resultan ser etnográficamente distintos debido a no tener en una gran contribución africana, sino una amerindia y de menor medida a comparación a la caucásica.

«La fisonomía de la gente muestra una llamativa mezcla india; se ven pocos mulatos y negros prácticamente ninguno. Las personas tienen una apariencia fresca con mejillas coloradas; la mayoría de las jóvenes son bonitas, pero se ven todas iguales..»
Ferdinand Bellermann

## Rol histórico, campesinos y caudillos

### Independencia

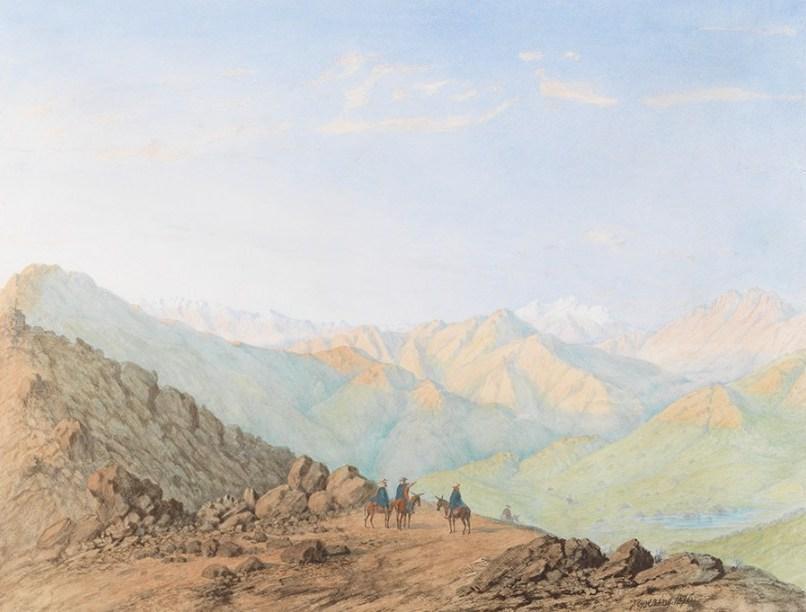
The Cordillera, Venezuela, pinturo por Anton Goering.

La antigua provincia de Mérida (conglomeración de los actuales estados de Táchira y Mérida) fue una región de suma importancia para la causa independentista debido a ser uno de los mayores puntos de resistencia y por permanecer leal hacia la idea republicana durante la guerra de Independencia. Cuando el 5 de julio de 1811, el Congreso Constituyente de Caracas declara la independencia de la capitanía general de Venezuela del Imperio Español, la Provincia de Mérida fue una de las regiones que se adhirió a la postura caraqueña. Luego, cuando la Campaña Admirable y tras la pérdida de la Primera República, Bolívar y los neogranadinos incursionan en el territorio venezolano a través de San Antonio del Táchira. La ciudad de Mérida fue la primera que lo proclamó Libertador y es en la ciudad de Trujillo donde el susodicho declaró la Guerra a Muerte contra los españoles. En dicha región, también se dieron importantes contiendas bélicas como las batallas de La Puerta y Niquitao, eventos trágicos para la República ya que tuvieron resultados favorables para los realistas terminando con las tropas republicanas diezmadas. Años después, cuando el general español don Pablo Morillo emprende la Pacificación de Nueva Granada y Venezuela, casi todo el territorio venezolano fue reducido a cenizas por los realistas, quedando solo vigente la antigua región andina y algunos reductos de Oriente (como Margarita). Después de que el Libertador nuevamente emprendió una expedición proveniente del Caribe para la emancipación del territorio, gracias a los nuevos reclutas republicanos y a falta de refuerzos realistas que no fueron enviados desde la Península, los españoles empiezan a sufrir pérdidas. Es en Santa Ana de Trujillo donde el Libertador y Morillo firman el Tratado de Armisticio y Regularización de la Guerra, pacto que pudo fin a las hostilidades entre las partes (hasta que se dieron las contiendas de Carabobo y el Lago de Maracaibo).

### SigloXIX

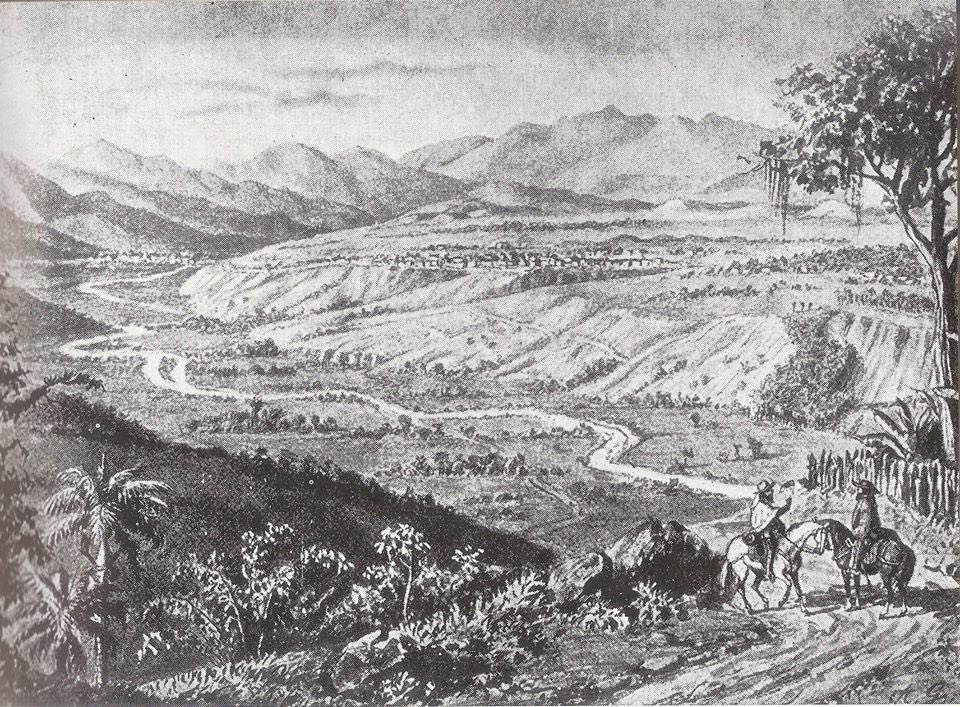
Tachira, por Anton Goering, dibujo hecho durante su estadía en Venezuela.

A diferencia de la época de la Independencia durante el siglo XIX, la región andina tuvo poca influencia histórica en cuanto a los asuntos políticos, ya que como eran una vasta región y estaba escasamente habitada, no ocurrieron muchas novedades. Sin embargo, en cuanto a lo económico eran una región muy próspera debido a que tenían los mayores índices de cultivo de productos como el café, la papa, el cacao, la yuca y el maíz, los cuales eran los mayores rubros agrícolas de exportación venezolanos de ese tiempo, solo siendo superados por Brasil en materia de producción, volviendo a los Andes y a los gochos en el centro económico del país. Estos productos eran comercializados hacia el exterior a través del puerto de Maracaibo, por su cercanía a al región. Mientras en el resto del país se dieron conflictos bélicos y contiendas políticas de gran escala que afectaron a la población (como fue el caso de la Guerra Federal), el pueblo andino se mantuvo aislado de estos y se mantuvo en una paz estable, logrando desarrollar una economía e infraestructura próspera, esta estabilidad también atrajo un porcentaje de inmigración de otras regiones hacia los andes de antaño, siendo en su mayoría abrigos llaneros que escapaban de la guerra en el este del territorio. Cabe destacar, que el estatus político administrativo de la región también fue cambiando con el tiempo. Anteriormente, las provincias de Táchira y Mérida estuvieron unidas hasta cierto tiempo e incluso llegaron a ser fusionadas con Zulia. En la década de 1870 el Estado Mérida adquirió el nombre de Estado Guzmán en honor al Presidente Antonio Guzmán Blanco. En 1881, los tres estados andinos fueron fusionados como uno solo el cual tuvo el nombre de Estado Los Andes, con su capital siendo la ciudad de Mérida. A partir del siglo XX en 1904, obtuvieron su estatus político administrativo actual estando separados los 3 estados Mérida, Táchira y Trujillo.

### Hegemonía andina
Los habitantes de Los Andes participarían más activamente en la historia venezolana en el periodo conocido como la Hegemonía Andina, la Revolución Liberal Restauradora, y la Revolución Libertadora, al ser la facción que acabaría con el caudillismo e iniciarían un periodo de modernización gracias a diferentes dictaduras militares.

#### Comienzos de una dinastía

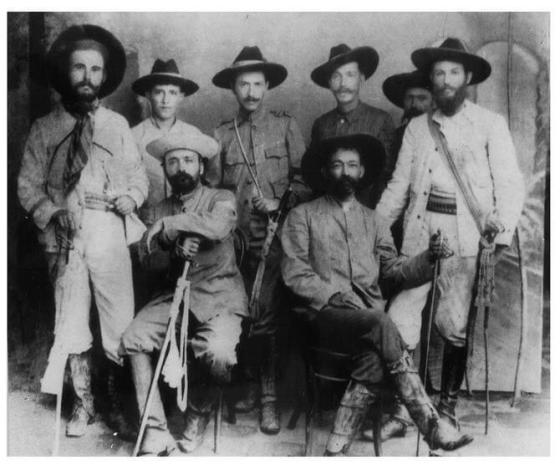
Cipriano Castro junto a varios gochos, después de la batalla de Tocuyito en 1899.

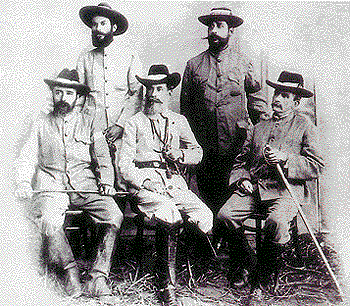
Caudillos de la revolución libertadora,, hegemonía andina..

Durante la última década del siglo XIX, Venezuela vivía acontecimientos políticos de mucha actividad. Aunque en el país desde inicios de la Guerra Federal se había hecho común los constantes alzamientos de caudillos regionales denominados por Guzmán Blanco “la Venezuela del cuero seco”. El Táchira se mantuvo exento, por cierto tiempo, de aquellos conflictos que asolaron de pobreza y dolor a las demás provincias de Venezuela. Por muchos años, la gente del Táchira se había caracterizado por ser apacible y laboriosa, propio de la idiosincrasia de un trabajador al que no le faltaba una parcela o huerta para realizar su trabajo agrícola. El café tardó poco tiempo en convertirse en el oro que irrigó de buena fortuna a los productores de la región y, por consiguiente, colmó en buena medida, las arcas de la tesorería de la nación
Hacia mediados de la década de los noventa, los precios del café en el mercado internacional habían alcanzado los más altos índices en la historia. Se hizo tan atractivo este fruto, que algunas décadas anteriores, en previsión del aumento del consumo mundial que se vislumbraba para estos años, inversionistas extranjeros, principalmente, las firmas de casas comerciales alemanas establecidas en Maracaibo, desde la segunda mitad del siglo XIX fundaron varias sucursales en Cúcuta y en el centro de San Cristóbal, con la finalidad de llevar este importante producto al exterior, el cual hacia 1897 representaba el 80% de la exportación agrícola del país ubicando a Venezuela en el segundo exportador de este rubro en el ámbito internacional.
Para esta época, se generó una proverbial riqueza en la región. Por supuesto que toda la gran variedad de productos que ofertaban estas prestigiosas casas, no eran del todo para el consumo de la gente común, puesto que aunque en el Táchira no se formó una clase social latifundista de grandes potentados como en otras regiones del centro y los llanos, ni se fomentó el régimen esclavista por no haber sido un importante enclave colonial, si se había generado un sector pudiente, dueño de grandes y medianas extensiones de tierra sembradas principalmente de plantaciones de café, cuya actividad produjo al mismo tiempo, una clase campesina, iletrada y explotada, dependiente de pírricos pagos por jornadas de trabajos agrícolas o por la prestación de servicios domésticos en casas o haciendas, con poco acceso a bienes de consumo. Una clase social, cuya idea de país no iba más allá de las fronteras de su municipio o cuando más, de los límites de la Sección. Debido a esta situación la aventura de la guerra llenaba para muchos, la expectativa de un golpe de suerte que cambiara su vida, formando parte del séquito de algún gobernador, general o al menos de un jefe civil, al término de una triunfal campaña, este deseo los llevaría a incursionar a las afueras de su región hasta la capital venezolana y conquistar al país.

«… La Guerra era parte de la vida cotidiana. Era incluso, hasta un mecanismo de ascenso social. De hecho, en el vocabulario político se instalaron términos militares que evidenciaban que lo “normal” era el estado de desasosiego permanente que padecía el país»

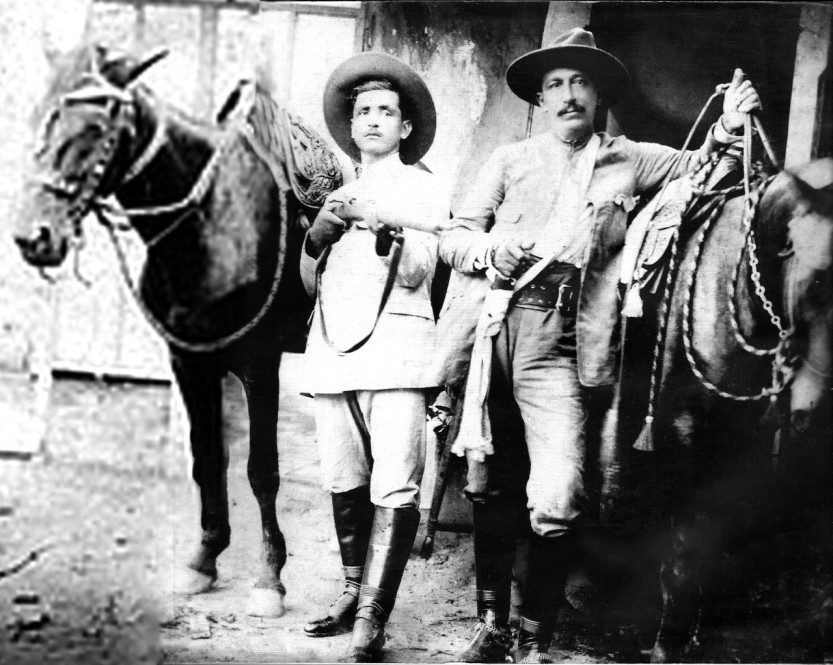
General Pedro Pérez Delgado y su lugarteniente José Dáger, caudillos durante la hegemonía andina, 1919

En la Venezuela de ﬁnales del siglo XIX, el general Cipriano Castro se dispuso organizar a un grupo de hombres y pertrechos en la ciudad de Cúcuta, con el ﬁn de invadir al Táchira, hecho consumado el 23 de mayo de 1899, cuando cruzó la frontera con Colombia por el sitio de Los Vados, a la cabeza de sesenta hombres armados, le acompañaban su hermano Celestino Castro y su compadre y ﬁnancista Juan Vicente Gómez; quienes una vez llegados a Capacho la madrugada del 24 de mayo de ese año sostuvieron su primer encuentro con las fuerzas del gobierno local en el denominado sitio de Tononó.
En 1899, dentro de una gran crisis nacional, y por medio de la llamada Revolución Liberal Restauradora, se produce el ascenso al poder de los andinos. En un principio, al frente del gobierno estaría su jefe, el general Cipriano Castro, quien había conducido su movimiento invadiendo desde Colombia, bajo la proclama revolucionaria de: "Nuevos hombres, nuevos ideales, nuevos procedimientos'. Castro gobernaría hasta 1908, cuando fue separado del poder por una hábil maniobra; y luego, Juan Vicente Gómez (1857-1935), quien permanecería en el poder hasta su muerte natural. Durante esta larga dominación andina, que tendría continuidad, con importantes ajustes, en los regímenes de los generales López Contreras (1883-1973), Medina Angarita (1897-1953) y Marcos Pérez Jiménez (e 1953-1958), quedarían consolidadas las bases de la nueva sociedad venezolana en donde después de la independencia sería el primer periodo de paz para el país que desembocaría en un desarrollo social y económico que convertiría a Venezuela en una potencia regional. 
Los rasgos principales de este nuevo momento de la historia venezolana están dados por la desaparición del caudillismo, fundamento de la inestabilidad y atomización políticas que caracterizaban a la Venezuela del siglo XIX; el avance del proceso de institucionalización de la vida nacional, sobre todo el referido a la centralización del poder político en el Estado; la reformulación profunda de los instrumentos políticos-ideológicos utilizados (la ideología liberal); y la dinamización de la sociedad venezolana, la cual dejaría de tener un sustento económico agrario para estar basada en la riqueza petrolera, agente dinámico cuyo impacto provocaría una reactivación del proceso de implantación, superándose con ello la larga crisis estructural.
El ascenso al poder de los andinos se produciría en el marco de una gran crisis, en la que se juntan la desestabilización del sistema caudillista, el descenso de los ingresos fiscales y las presiones foráneas de exigencia de pago de la deuda pública. Con la muerte del general Joaquín Crespo, último de los grandes caudillos del Liberalismo amarillo, el país se había hundido en la anarquía, pues ante la falta de jefatura, se desataron las ambiciones de los caudillos regionales, frente a lo cual podía muy poco quien entonces presidía el gobierno: El general Ignacio Andrade (1836-1925).
Las dificultades que tendrían los caudillos para ejercer control sobre Castro y la política nacionalista de éste, que lo llevaría a un enfrentamiento con el capital extranjero, provocarán una ruptura del caudillismo liberal con el gobierno castrista.

#### Conflictos con Colombia
La diplomacia venezolana no era muy efectiva para finales período decimonónico, pues rompió relaciones con Francia en (1881 y 1895), Reino de los Países Bajos (1875-1894), y Bélgica (1873-1897). Sin contar que en el año 1901 se puso en evidencia la enemistad entre el general Cipriano Castro y el presidente colombiano José Manuel Marroquín. Los autores que han escrito al respecto coinciden en que las diferencias eran por razones ideológicas, puesto que el primero era liberal y el segundo conservado. Sin embargo, el presidente Marroquín se movía por consideraciones de recursos, cuestión que se reflejaba con los intereses por parte de Colombia sobre el sistema fluvial Zulia-Catatumbo, ruta necesaria para que Colombia pudiera despachar su café a través de Maracaibo lo que le permitiría además obtener una salida al Mar Caribe, sumado a esto, el petróleo y el asfalto abundante en esa área del país, se proyectaban como riquezas de gran provecho. El combate naval de Rio Hacha, fue producto de la invasión del ejército colombiano al territorio venezolano, es decir, este hecho corresponde a la respuesta casi inmediata de parte de Venezuela contra el país agresor.  Carlos Rangel Garbiras lanzó no menos de cuatro invasiones separadas desde Colombia al Táchira después de julio de 1901 en el contexto de la guerra de los mil días. El antecedente inmediato al combate naval de Río Hacha se sitúa cronológicamente el 26 de julio de 1901, cuando 6000 hombres del ejército colombiano al mando de Rangel Garbirás ocuparon San Antonio y se dirigían a San Cristóbal causando destrozos a su paso. Además de marchar hacia Caracas para establecer un gobierno conservador en Venezuela, El gobierno de Marroquín tenía como objetivo marchar sobre Maracaibo para separar esa Cuenca del resto del país, esto permitiría la salida de los productos de Santander y el acceso a las potencialidades bituminosas de la zona. Pero el 29de Julio Celestino Castro, asesorado por el general colombiano Uribe Uribe, los puso en derrota concentrando 1500 hombres en la batalla de San Cristóbal.
El 28 julio se llevó a cabo otro ataque por parte de 7000 efectivos colombianos quienes navegaron por el Río Catatumbo, secuestrando a la comisión colombo-venezolana de demarcación de límites, posteriormente marcharon hacia Encontrados tomando esta plaza aunque pronto sería recuperada por el general venezolano Régulo Olivares quien avanzó sobre Encontrados y la retomó empujando a los invasores por el río con el vapor “Progreso” y rescataron a los comisionados de límites. La respuesta de Venezuela ante esta agresión no se hizo esperar, Castro envió al general venezolano Rufo Nieves a las órdenes del general Castillo y se inició el avance por la Guajira, saliendo por Paraguipoa, hasta que se produjo el combate de Garapasera el 22 de agosto de 1901 donde el ejército ganaría de nuevo, este conflicto, incluyendo la batalla de San Cristóbal y el de Rio Hancha serían los grandes conflictos de Venezuela contra Colombia, en las que el gobierno gocho saldría ganador en todos los combates.

#### Gochos contra el imperialismo europeo

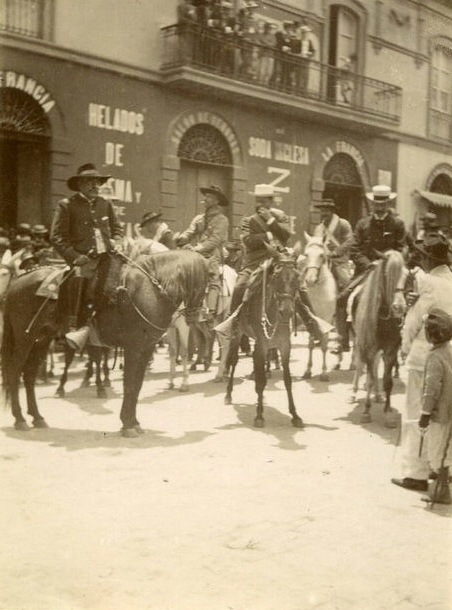
Gochos en las calles de Caracas, 1900, Hegemonía Andina.

Evidentemente el colonialismo europeo representó una amenaza para la supervivencia de la nación venezolana, sin embargo, existían otros elementos de la política interna venezolana que ponían en igual peligro la consolidación de la república. Algunos elementos que contribuyeron a la aparición de caudillos en Venezuela fueron la ausencia de un ejército profesional con carácter nacional capaz de someter a las tropas locales y la ausencia de caminos que favorecieran la integración del territorio. Las continuas guerras civiles o levantamientos armados que duraron casi 100 años aumentaron las deudas y convirtieron Venezuela en un país deudor crónico y moroso, que carecía de crédito y era objeto de continuas reclamaciones de indemnización, algunas veces infundadas, pero que fueron fuente de amenazas internacionales. Unos años más tarde la Revolución Libertadora, comandada por el banquero y comerciante Manuel Antonio Matos, profundizó los efectos de la enorme crisis que conmovió al país y sirvió de argumento a Inglaterra, Alemania e Italia para justificar la agresión que efectuaron contra Venezuela mediante el bloqueo naval de 1902.
El motivo de aquella agresión según las potencias fue el retraso en que había incurrido Venezuela en el pago de una deuda con los bancos europeos debido a las montoneras y mala gestión del gobierno antes de los andinos, detrás de estos motivos, se escudaba la intención por parte de las hegemonías europeas de tomar posiciones en el Caribe, en las proximidades de la construcción del Canal de Panamá.  Los estadounidenses, por su parte, financiarían la Revolución Libertadora con empresas trasnacionales como la New York & Bermudez Company, Orinoco Steamship Company y los europeos por la Compañía Francesa de Cables Telegráficos que acabaría en la última gran guerra civil de Venezuela.
El bloqueo naval, la guerra civil y los conflictos con Colombia fueron sucesos que sacudieron todos de una para sacar al gobierno andino del poder debido a sus tendencias nacionalistas que acabarían con las intenciones imperialistas de las potencias europeas y de Estados Unidos de América, los gochos terminarían siendo victoriosos y consolidándose como la facción dominante y civilizadora en el país hasta la caída del general Marcos Pérez Jiménez, debido a la intención de Medina de eliminar la armada Venezolana, Pérez Jiménez convertiría a Venezuela en la potencia latinoamericana de la época, teniendo un gobierno autoritario, nacionalista y enfocado en la creación de una infraestructura que permitiera el desarrollo del país, todo esto bajo la doctrina del nuevo ideal nacional. Durante el resto de la historia venezolana se siguieron presentando figuras prominentes de origen andino en la política nacional, dígase Carlos Andrés Pérez (presidente en dos ocasiones, entre 1974 y 1979 y 1989 y 1993), Ramón José Velásquez (presidente entre 1993 y 1994).

## Vida en el páramo de antaño

### La cordillera y sus habitantes

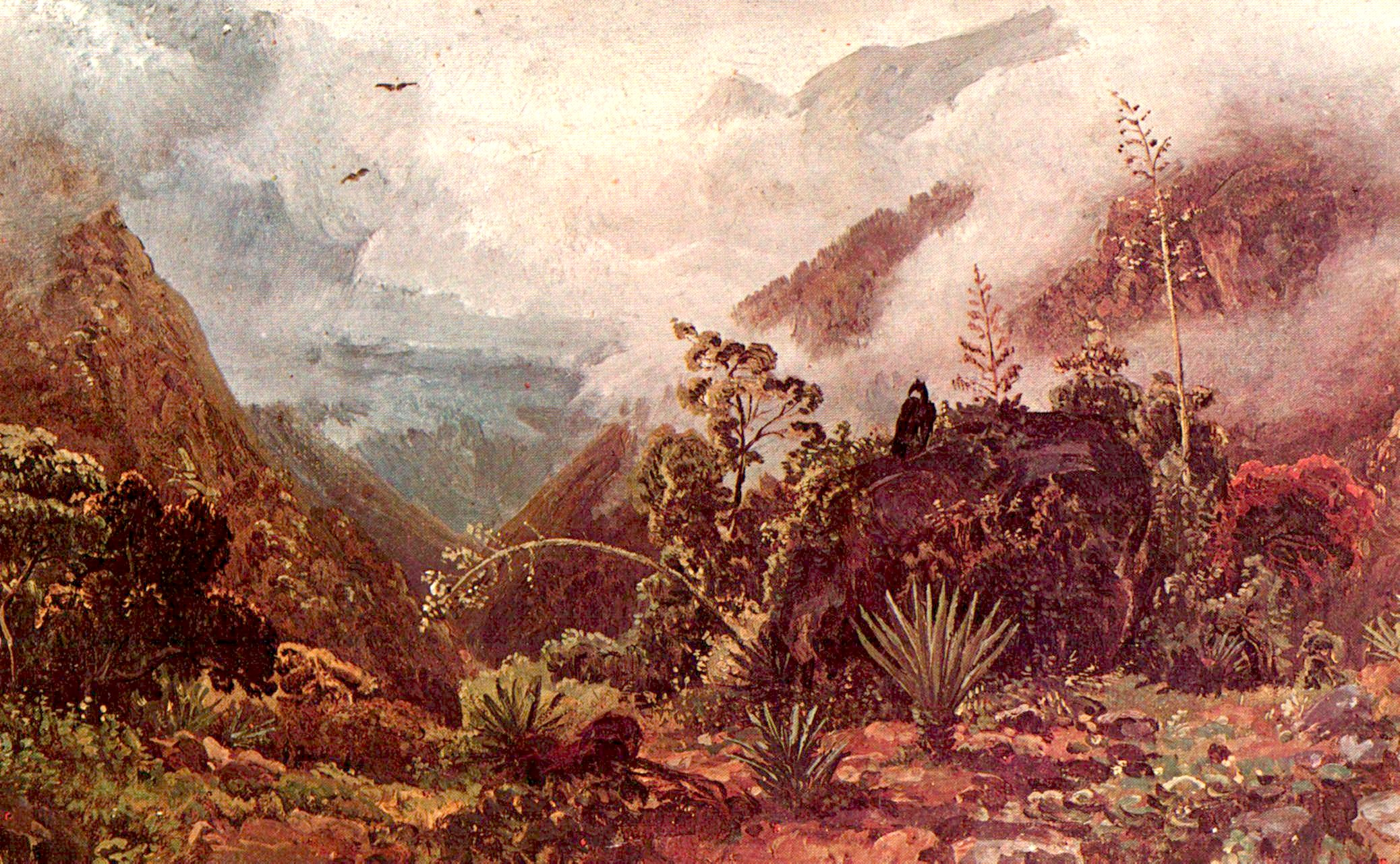
, paisaje cerca de Jaji, en los andes.

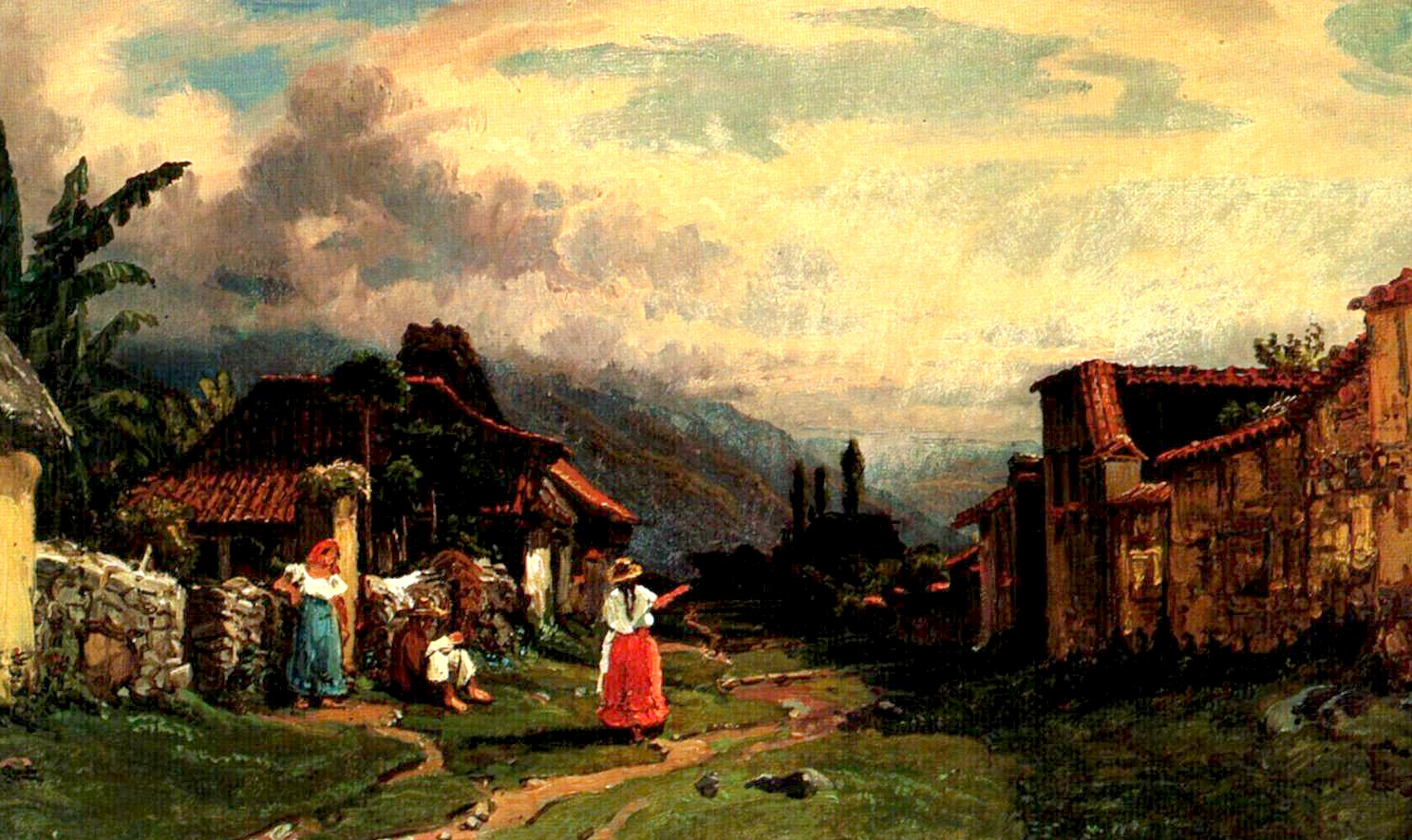
, Calle de Mérida.

Ferdinand Bellermann, nos da una mirada a la vida en la cordillera venezolana en siglo XIX, caracterizada por su flora única, lluvia, neblina y frío abrasador comparable al noruego. La vegetación y los paisajes eran alpinos, cubiertos de frailejones de distintas especies con hojas verde plata y flores amarillas, las vacas y los caballos de aquellas montañas estaban cubiertos de pelos largos; pero en estas zonas frías no era fácil conseguir forraje. La lluvia, el granizo o la espesa niebla podían ser compañeros permanentes en un recorrido por el páramo, tanto así que hoy en día se dice folclóricamente que los andinos (gochos) son hijos de la neblina y las montañas. Puentes, y cruces eran comunes en la región, y en partes se encontraban colgando del tronco de algún árbol, cestas o sacos con alimentos, como pan, plátanos, casabe; puesto allí para socorrer a los viajeros que se quedaran sin provisiones; pues en esos parajes era difícil conseguir víveres.

«Las montañas se elevan majestuosas pero espantosamente sombrías en todo el derredor; una iglesia destruida, que uno se encuentra al paso, encaja perfectamente en esta región. En las gargantas laterales de la montaña torrentes agrestes precipitan su aguas en el Chama y puentes temerarios pasan sobre estos torrentes indómitos.»
Ferdinand Bellermann

«En las montañas nevadas de Noruega no me helé tanto como aquí en el páramo»
Ferdinand Bellermann

El inmobiliario de la cordillera, debido tal vez a la diferencia y aislamiento geográfico era particularmente diferente al venezolano de tierras calientes. Bellermann describe a Mérida la segunda capital de Venezuela.

«El interior de la casa se distinguía poco del resto de las casas del país, las paredes de tierra estaban sin blanquear y un entramado de hojas de palmera formaba el techo; en la pared principal había una repisa de madera llena de figuras e imágenes de santos que parecía ser una especie de altar casero; peste y un arpa eran algo nuevo y diferente del mobiliario de las casas que había visto en otras provincias, y puesto que los encontré después con frecuencia, deben ser típicos de esta región. De resto las paredes estaban guarnecidas con armas e implementos de montar, sobre el suelo habían extendido pieles de osos y de tigres como lechos.»
Ferdinand Bellermann

«Mérida se encuentra en una bella meseta rodeada por tres ríos, el Chama, el Milla y el Albarregas. Está construida muy regularmente, tiene iglesias y una catedral en construcción, la plaza del mercado es grande y tiene una pila en el medio, hay un hermoso cementerio, es la sede del obispo y del gobernador, tiene un colegio y se llama a sí misma la segunda capital de Venezuela (...) en todas las calles crece la hierba sobre el empedrado y en muchas pacen los animales, los plátanos sobrepasan los muros y las casas. Grandiosos son los alrededores: hay vistas bellas hacia todos lados (...) Aquí se ven manzanos en flor, matas de naranja, agaves, yuca, palmeras y plátanos, todos mezclados.»
Ferdinand Bellermann

### La ruana o cobija

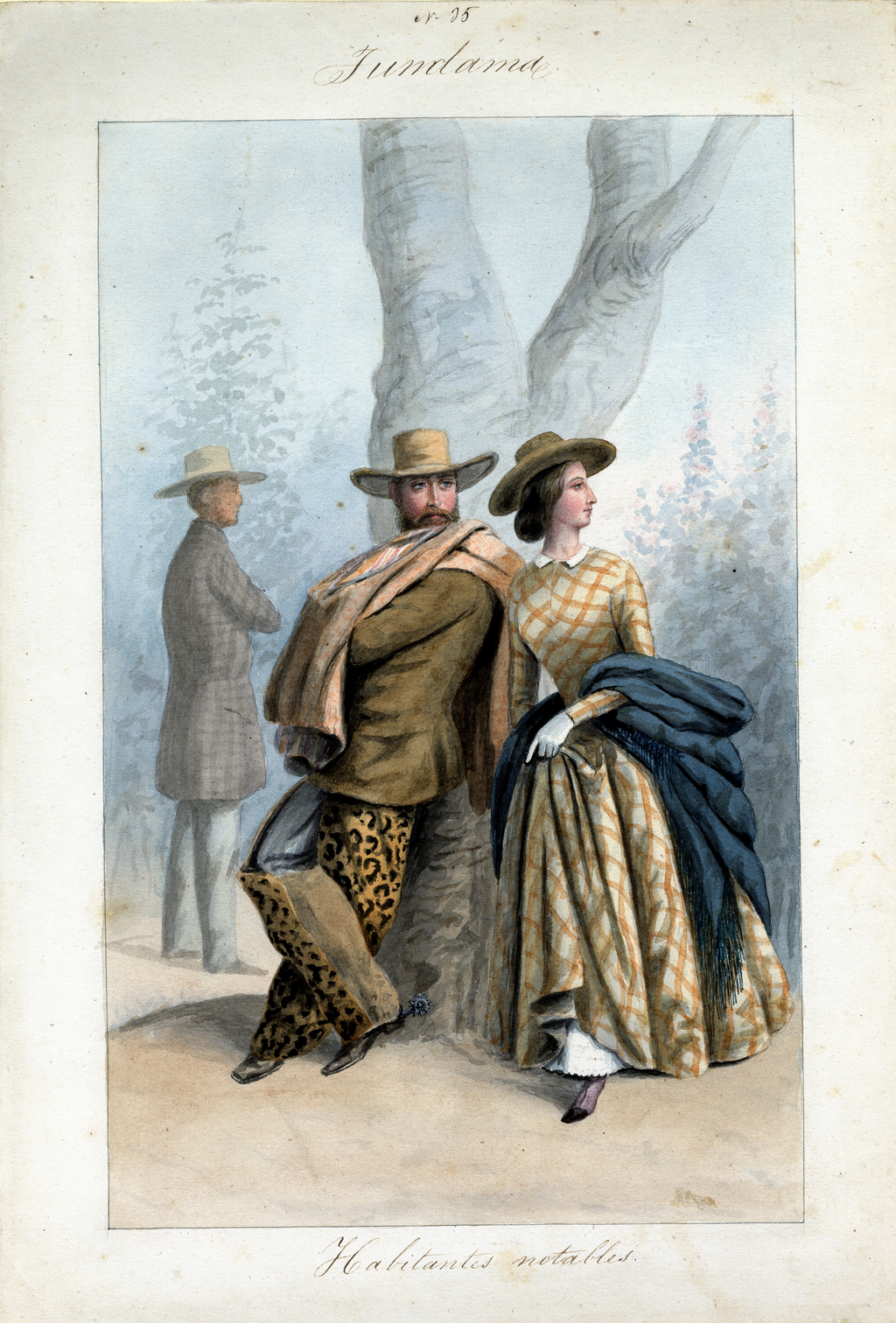
Habitantes de Tundama, portando traje montañes.

La ruana es un abrigo suelto sin mangas y abierto en su parte central bajo el hueco donde se coloca la cabeza de quien lo viste, en forma de capote fabricado de manera artesanal que se usa encima de otras prendas, el cual tiene forma cuadrada o rectangular y que en el centro posee un agujero para pasar la cabeza. Este ropaje es la prenda de vestir por excelencia de los Andes venezolano, formando parte de la vestimenta gocha desde la colonia hasta volverse su indumentaria típica e icónica, inclusive llegando a ser usada en épocas pasadas en toda la región colombo-venezolana (Completamente en desuso y actualmente solamente portada en los departamentos andinos de Colombia y en los Andes venezolanos). 

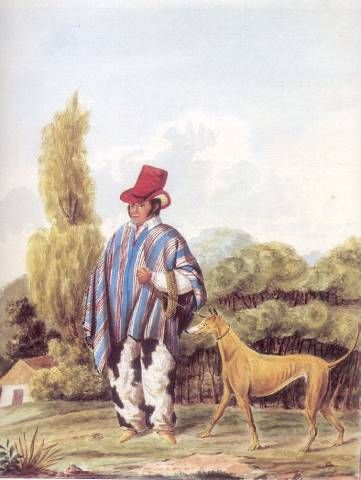
Siglo XIX, Escena de caza en los Andes, Joseph Brown.

Según la RAE el término ruana proviene del adjetivo en desuso "ruano", que se refiere a una prenda tejida de lana para ir a la calle, que en lengua portuguesa se llama rúa.
Acerca de su origen se manejan diferentes hipótesis. En la jerga popular se habla de que es la fusión de la manta o chircate de los indígenas Muiscas y Timoto-cuicas con los capotes españoles; mientras que otros creen que se tomó ese nombre de los paños que los españoles trajeron desde Ruan en Francia.
Según ProColombia (agencia de turismo) la ruana es una palabra chibcha que significa “Tierra de mantas” refiriéndose a los tejidos de lana fabricados por los Muiscas.
Ramón Páez, hijo de José Antonio Páez, documentó el uso de la ruana o cobija en la región del llano, mostrando que era una prenda usada por todas las regiones de la Venezuela de antaño.

«...Usaban una gruesa cobija de lana para mantener el cuerpo fresco y húmedo durante el día y caliente por la noche (...) lo usual era vestirse con una cobija doble, lo que hoy llamamos reversible, formada con telas superpuestas: azul oscuro y rojo intenso. Para los días húmedos usaban hacia afuera el color azul; y en los días muy soleados, volteaban la ruana para que el color rojo quedara hacia afuera.»
Ramón Páez

El Capitán Vowel señala en su libro «Las sabanas de Barinas»

«...Se le da a este abrigo el nombre de cobija o chamarra, la cual consiste en un cuadrado de bayeta, de doble tapa encarnada y azul, con el cuello en el centro»
Capitan Vowel

La ruana a pesar de su origen difuminado y de haber perdido su importancia en la región, todavía sigue en uso y manufacturada de manera tradicional en las regiones andinas de Venezuela y algunos departamentos de Colombia como Antioquia y Boyacá.
Los andinos resultaron especialmente llamativos y diferentes en sus atuendos para el pintor alemán Ferdinand Belllermann, especialmente por sus ruanas y pantalones de montar.

«También llevan muchas cobijas marrones pequeñas, los hombres van casi siempre envueltos en cobijas y llevan sombreros guarnecidos de telas enceradas de todos colores; a caballo llevan puestos pantalones de montar de pieles de tigre o de osos...»
Ferdinand Bellermann

## Toreros y cafeteros

### Tauromaquia

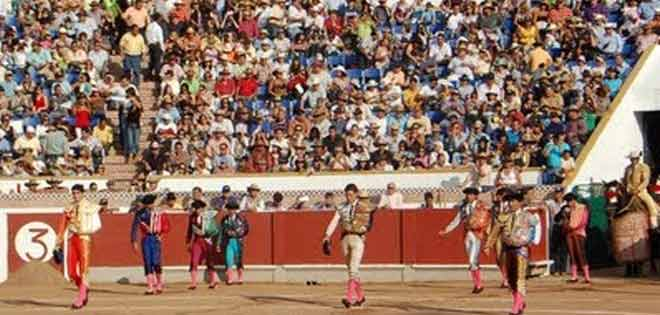
Plaza Monumental de Toros de Pueblo Nuevos, ciudad de San Cristóbal, estado Táchira, Venezuela.

Los gochos, junto a los llaneros son en el territorio venezolano los que tienden a tener la mayor  inclinación hacia lo relacionado con lo taurino, quizás por la presencia del día a día que tenía este animal en la faena campesina de la antigua provincia de Mérida o por la alta influencia española en la zona. 
A diferencia de otras tierras taurinas en América Latina, la corrida sigue siendo un asunto de la ciudad o más bien de la metrópolis y una pequeña élite. Sin embargo, no podemos concluir que la práctica será irremediable ya que el número de espectáculo se ha mantenido estable en las últimas dos décadas. Además, Venezuela tiene tres ferias importantes, las de San Cristóbal, Mérida y Valencia, donde van las grandes figuras de la tauromaquia mundial. La plaza de toros en estas ciudades taurinas tiene dimensiones muy impresionantes: las de San Cristóbal tienen 22,000 espectadores y las de Mérida 17,500. Prueba de su dinamismo. Una época dorada de las corridas de toros ubicada en la década de 1950, una capital que ya no es una importante ciudad taurina y un colapso de la moneda desde mediados de la década de 1980, acentuó la impresión general del declive venezolano del pasión taurina

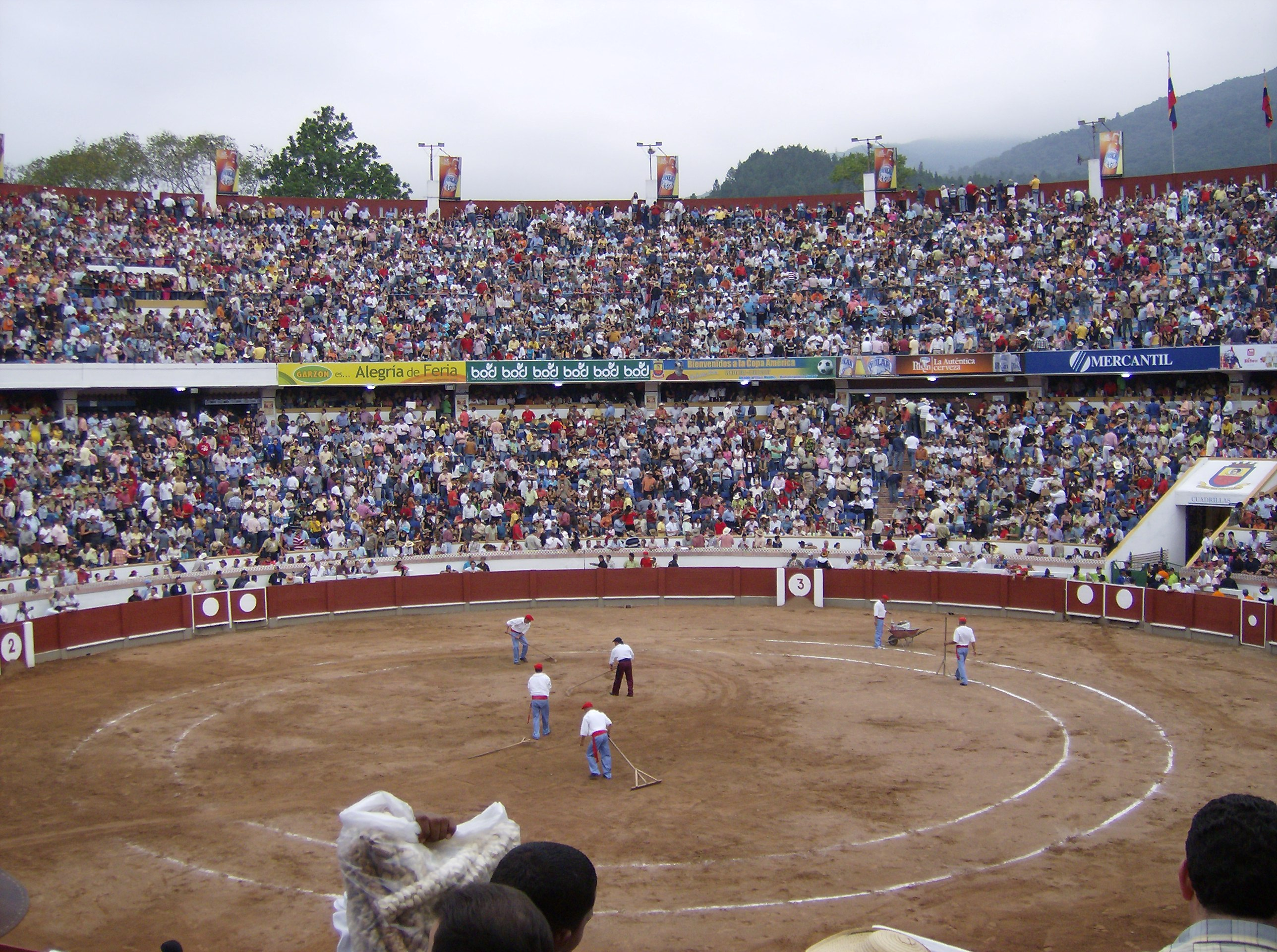
Aspecto de una tarde de Toros en la Monumental.

La distribución de arenas y espectáculos en 2004 muestra claramente el peso de las cadenas montañosas en la ubicación de las corridas de toros. Las arenas se dividen principalmente en dos áreas geográficas disjuntas: la cordillera de Mérida y la cordillera costera. Los estados de la Cordillera de Mérida (Táchira, Mérida, Trujillo) y los de la Cordillera de la Costa representan el 80% de las carreras de toros. Esta distribución da un valor agregado en relación con la densidad de taurina de la cordillera de Mérida, porque casi el 50% de la población venezolana se encuentra en lacordillera costera. Entre San Cristóbal y Mérida, existe una alta concentración de arenas que permiten delimitar un país taurino local de importancia primordial en la escala de la zona andina, bastante comparable a la que se extiende en Colombia entre los departamentos de Cundinamarca y Boyacá. En esta región también se concentran varias granjas para este tipo de espectáculo. De las treinta y dos granjas de toro de lidia en el país, diez se encuentran entre las capitales de Mérida y Táchira. Esta región también es donde el patrimonio colonial es más visible en arquitectura y tradiciones .La presencia de la tauromaquia en los andes confirma la conservación de este patrimonio.
Encontramos rastros de cien plazas de toro en Venezuela, cincuenta de las cuales operan regularmente. En las cien arenas existentes y que existieron en el pasado cercano, el peso de los Andes venezolanos y la cordillera central no se cuestiona ya que reúnen el 70% de ellos. La cordillera de Mérida ella sola tiene 49 plazas. 
Finalmente, a mediados de la década de 1960 correspondió a un período de dinamismo en las actividades taurinas, en particular con la inauguración de numerosos estadios como el Monumental de San Cristóbal en 1965, y el Monumental de Mérida en 1967. Estos años corresponden a un período de estabilidad política, democratización y aumento de la renta petrolera que permite traducir en piedra lo que el período auspicioso de la década anterior se había sembrado como afición.
Una de las fechas festivas más importantes en Venezuela es la Feria del Sol de Mérida, establecida en 1969, también conocida como "El Carnaval Taurino de América". La Feria del Sol es una poderosa imagen de marca de la ciudad durante la cual se negocian muchos acuerdos extra de corridas de toros. En San Cristóbal, la Feria Internacional de San Sebastián juega un papel similar y puede presumir de los antiguos orígenes de una feria colonial. Las ferias y fiestas de San Sebastián cambiaron su nombre y se convirtieron en la feria internacional de San Sebastián en 1965 con la inauguración de la plaza de toros del Monumental de Pueblo Nuevo y del complejo ferial llamado "Pabellón de Colombia y Venezuela". Fue en este momento que la tauromaquia se convirtió en una de las principales ventanas de la Feria.

### Caficultores

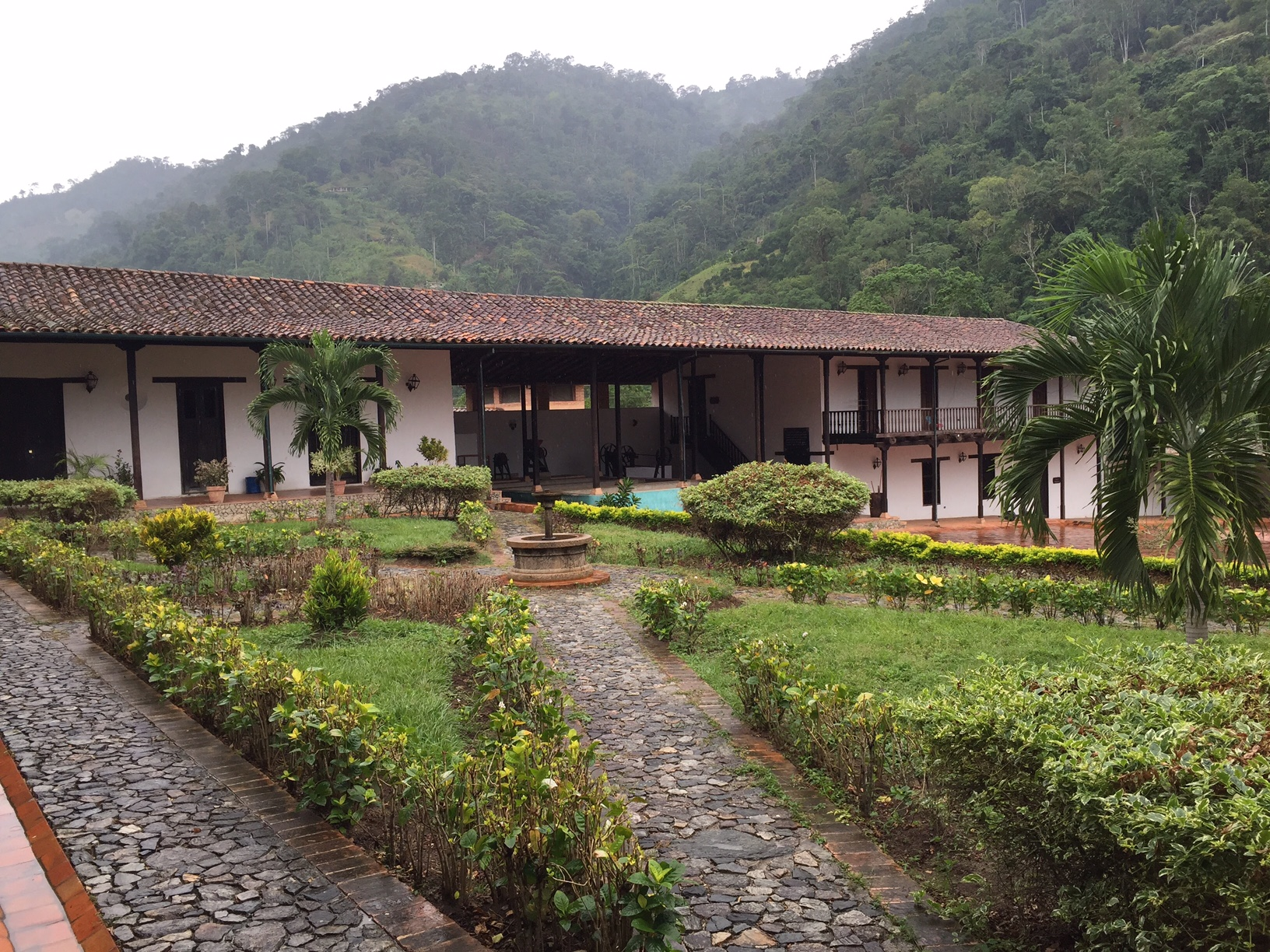
Hacienda la Victoria, antigua finca cafetalera de estilo colonial ubicada en la vía hacia las poblaciones de Tovar y Bailadores.

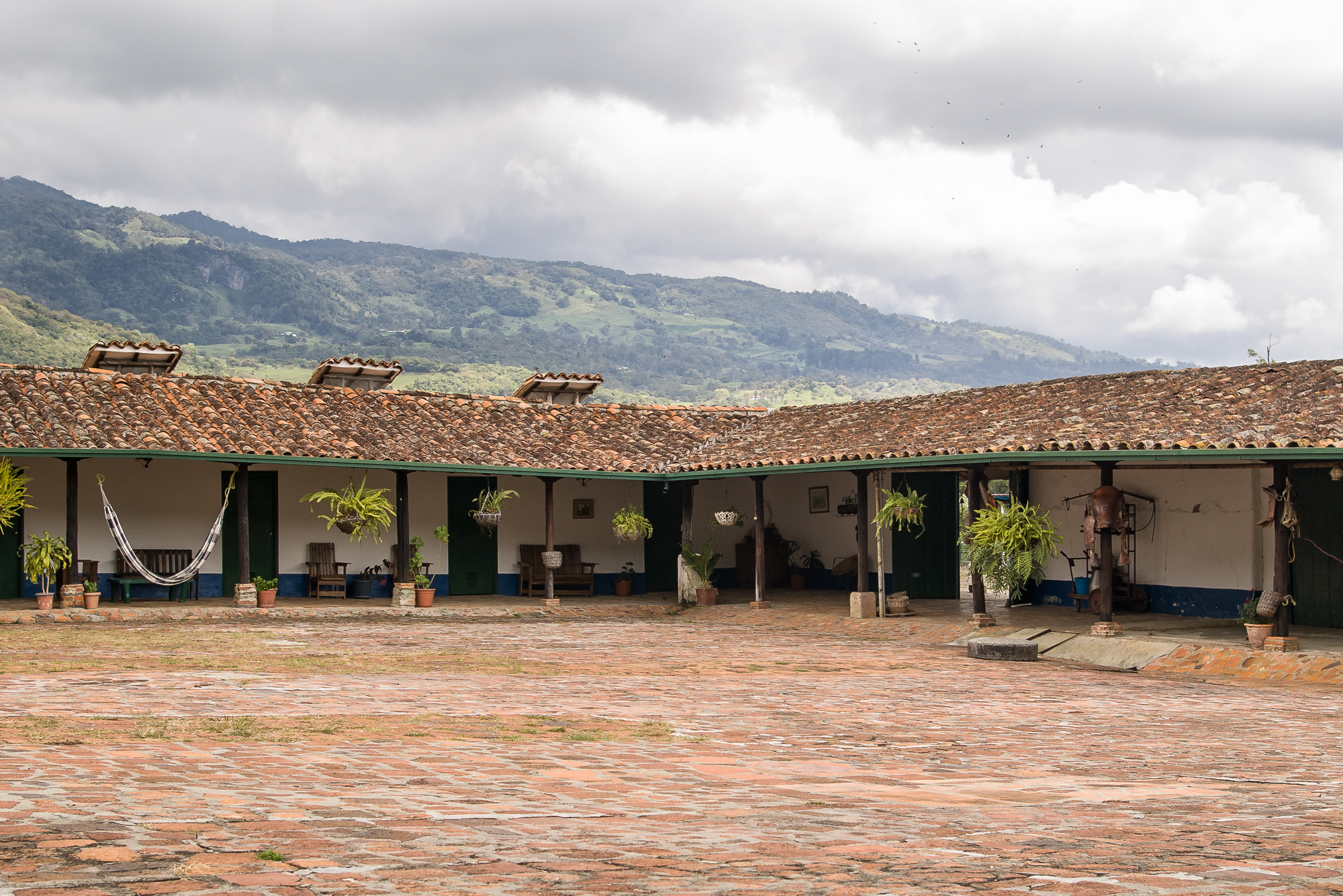
Granja cafetera de antaño en la cordillera de Merida, Venezuela.

La principal actividad económica de los Andes venezolanos ha sido desde el siglo XVIII el cultivo del café, los gochos, aparte de taurinos han sido cafeteros por la gran mayoría de su historia, incluso logrando en 1895 que Venezuela ocupara el tercer lugar entre los mayores productores mundiales de café, tras Brasil y las Islas Holandesas. Entonces, el país era responsable de entre el 6,5 y 6,7 por ciento de la producción mundial y entre el 15 y el 16 por ciento del total mundial de los cafés suaves. Un año después Venezuela ya se había convertido en el segundo productor mundial y el primero entre los grandes productores mundiales de café suave.
La introducción del Cafeto, planta de donde se obtiene el grano de café para procesarlo, fue por primera vez en Venezuela por misiones españolas residentes de las cuencas del río Caroní en 1730. Aunque luego en 1776 se encontraron cultivos en Cumaná y río Caribe, cuatro años más tarde el cultivo se extendió al Occidente, para distribuirse y alcanzar territorio andino. En Mérida, donde se encontró la primera planta de este tipo antes de 1777 y después de la Guerra de Independencia, se iniciaron las plantaciones en esta zona. Así como en Táchira, gracias a la iniciativa de Gervasio Rubio, aquel que introdujo las semillas de café en 1794, en la hacienda Yegüera, más tarde nombrada Rubio.  De igual modo en Trujillo sucedió en 1801, pero esta vez traído por Francisco Labastida.  Asimismo, siguiendo por los Andes tachirenses, el cafeto continuó su viaje hasta Colombia, penetrando por Cúcuta y Salvador de palmas.
El café fue muy relevante en los pueblos andinos con respecto a los cambios de las condiciones de vida, sobre todo en Mérida, mejorando todos los aspectos sociales y de infraestructura del estado, debido a los grandes ingresos provenientes a raíz de la producción de dicho grano. De igual modo, grandes avances en la economía como el comercio e intercambio con el puerto de Maracaibo, fueron pasos determinantes para el país, ya que por medio de este se exportaba el producto a Europa y Norteamérica para que luego regresaran los agricultores, con productos y tecnologías típicas de esas naciones, lo cual trajo progreso a las regiones montañosas de los Andes, donde más actividad cafetera había en el territorio venezolano.
Los estados andinos atrajeron inmigrantes durante la Guerra Federal de 1859-1869. En 1868, la producción de café venezolano se estancó durante unos quince años, a alrededor de 7 millones de kilos por año, antes de volver a un ciclo de expansión entre 1872 y 1893, con cultivos en particular en los tres estados andinos, Táchira, Trujillo y Mérida, que en conjunto representaron el 45% de la producción del país en la década de 1920, en su máximo apogeo. 
A raíz de grandes cambios en la producción y el consumo del café a nivel mundial, se encuentra la expansión de su cultivo en Venezuela. Ya que desde inicios del siglo XIX el consumo de este producto había incrementado rápidamente, especialmente en los Estados Unidos, que importaba a principios del siglo 100.000 sacos anuales.
Los árboles se pueden cosechar cuatro años después de la siembra. Cada árbol tiene una vida útil de alrededor de 50 años. El período de cosecha varía según la altitud y las condiciones locales: los árboles de más de 3000 pies se cosechan más tarde que aquellos a altitudes más bajas. La producción de café alcanzó un máximo de 1 millón de sacos por año antes de 1914. En la región fronteriza de los Andes, la producción de café aumentó diez veces entre 1830 y 1930. En 1919 se produjeron más de 82,000 toneladas de café; sin embargo, las malas prácticas agrícolas, la erosión del suelo y, en menor medida, la incidencia de la lluvia y el uso excesivo del suelo causaron que la tasa de rendimiento cayera bruscamente en la década de 1920, lo que ha llevado al declive de la industria del café. La extracción de petróleo empeoró su caída. El café cultivado en Venezuela se vende principalmente a Estados Unidos, Bélgica y Alemania.
Muy a pesar  de que Venezuela fue un gran exportador de café a principios del siglo XX, conocido por su gran calidad, el petróleo le ha ido restando importancia este producto y aunque ya no se produce como antes, sigue siendo importante en la economía de la agricultura venezolana.

## Modismos y dialecto
El lugar y la posición en el espacio geográfico le otorgan al Táchira características especiales. Es aquí donde los Andes sudamericanos alcanzan su menor altitud, lo que permite que sea paso obligado de los movimientos migratorios y de bienes en el sistema de relaciones que se establecen particularmente entre Venezuela y Colombia. Es por ello que esta parte de la frontera entre los dos países, la del Táchira y el Norte de Santander, sea calificada como una de las más activas del continente, es gracias a esto que el español de la región andina de Venezuela posee un acento y una entonación al hablar particular que lo diferencia del resto del país. Asimismo, tiene modismos y palabras usadas únicamente en la región andina de carácter regional y local.
Modismos y voces autóctonas, venezolanas y varias provenientes de Colombia formarían el glosario del habla del gocho, expresiones tan coloquiales como «Ora» (Exclamación que precede frases o expresiones) de origen autóctono, «toche» voz proveniente de Colombia o «miche» (Aguardiente de caña elaborado clandestinamente) también autóctono son frases que a pesar de sus diferentes orígenes convergen en un solo habla regional.
Además de hacer uso del pronombre usted en lugar del tú dada la inclinación al hablar más formal que se utiliza en esta región, en contraste con la familiaridad de trato de la región central o el voseo de la región zuliana.

## Expresiones musicales

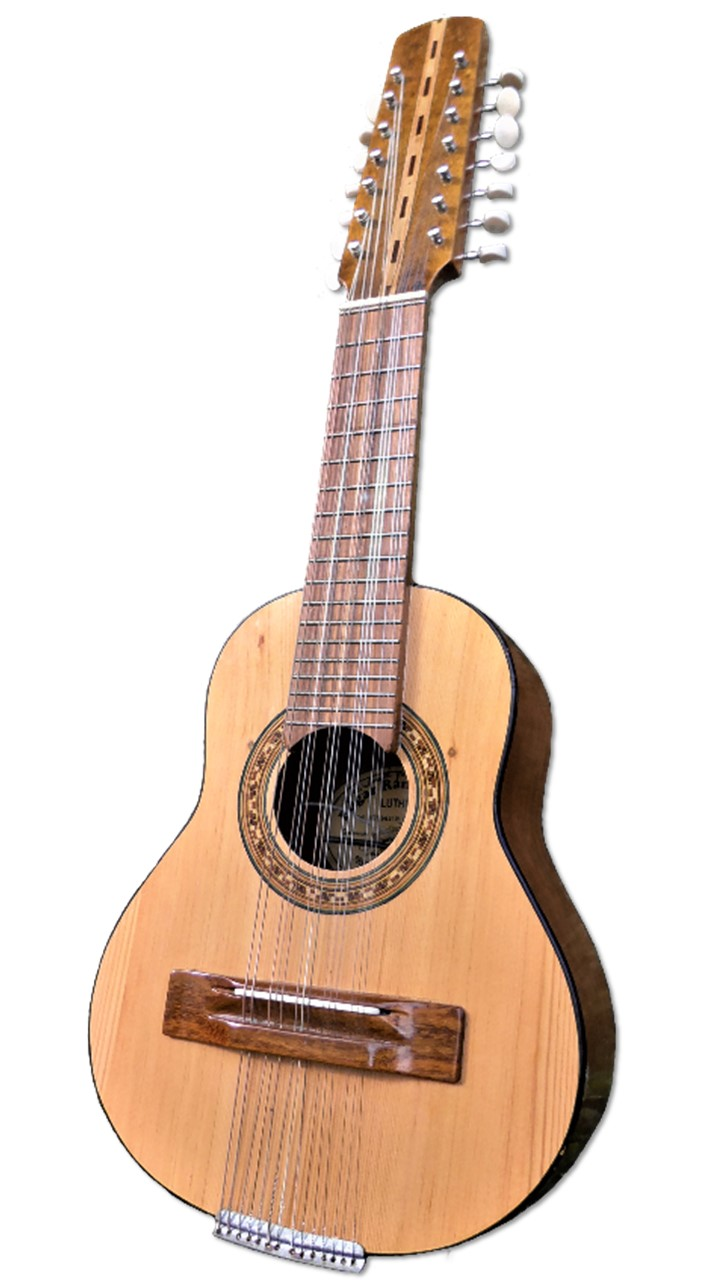
Bandolín fabricado a pedido por Edgar Ramirez en el pueblo de Seburuco del estado Táchira.

La música que compone el repertorio tachirense y constituye su identidad tiene su origen en la fusión de ritmos provenientes de las corrientes inmigrantes europeas con los sonidos autóctonos de las tribus indígenas. Obtuvo muy poca influencia de la música africana. Se estima que muy pocas tribus negroides llegaron a esta región.
Aunque la propia música folklórica no abunde en la actualidad, algunas piezas han logrado rescatarse del olvido. Entre sus títulos, variopintos, se encuentran La Perrabaya, El Pato Bombiao,  El Manzanares, La Pala, La Molinera, La Lumbarda, La Severiana. Todas estas piezas y las demás que corresponden al género de música bailable antigua, pertenecen a la categoría de música venezolana denominada Golpe, caracterizado por una armonía elemental, repeticiones e improvisaciones.

### Instrumentos típicos
Los instrumentos empleados para producir esta música típica son, entre otros, el bandolín tachirense, el tiple, la charrasca y las maracas. La improvisación es un importante elemento tradicional, hoy casi perdido por completo. Encontramos, sin embargo, todavía, buenos ejemplos de "canto acomodao" o "versos acomodaos" que designan ciertas viejas costumbres campesinas como la de pasarse las maracas entre sí mientras se canta o cantar "a la cuerda" o junto a los instrumentos. Otro elemento tradicional difícil de rescatar ya, es la costumbre de cantar las mujeres junto a los hombres. Esto era común en épocas pasadas y es un detalle muy importante por su rareza. Las mujeres, salvo en la zona de influencia negra o indígena, no cantan en nuestro país.

## Figuras Importantes

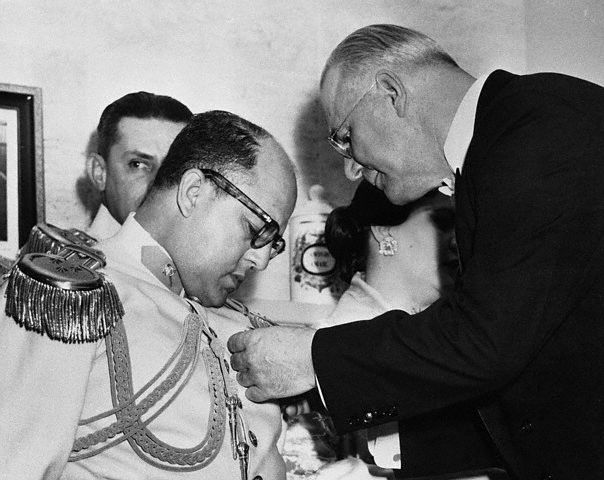
General Marcos Pérez Jiménez recibiendo la "Legion of Merit" en Caracas el 13 de febrero de 1954, la condecoración más alta otorgada por los EE. UU. a personalidades extranjeras.

En la historia ha tenido varios presidentes que se les cataloga con este gentilicio:
- Ignacio Andrade 28 de febrero de 1898-20 de octubre de 1899
- Cipriano Castro 23 de octubre de 1899, hasta 19 de diciembre de 1908
- Juan Vicente Gómez 19 de diciembre de 1908, hasta 5 de agosto de 1913 ;24 de junio de 1922, hasta 30 de mayo de 1929 ;13 de junio de 1931, hasta 17 de diciembre de 1935
- Eleazar López Contreras 17 de diciembre de 1935, hasta 5 de mayo de 1941
- Isaias Medina Angarita 5 de mayo de 1941, hasta 18 de octubre de 1945
- Marcos Pérez Jiménez 2 de diciembre de 1952, hasta 23 de enero de 1958
- Carlos Andrés Pérez 11 de marzo de 1974 hasta 12 de marzo de 1979, segundo periodo del 2 de febrero de 1989 hasta el 20 de mayo de 1993

- Ramón José Velázquez 5 de junio de 1993 hasta el 2 de febrero de 1994

#### Otras figuras importantes
- José Vivas, uno de los arquitectos venezolanos más reconocidos nacional e internacionalmente.
- Justo Briceño Otálora, militar venezolano que participó en la Independencia de Venezuela y Nueva Granada (actual Colombia).

- Rafael González Pacheco, participa en innumerables batallas a lo largo de toda  la Guerra de Independencia llegando a obtener el título de General de Brigada. Fue partidario de la Gran Colombia. Durante el período republicano su actitud  no fue menos notable, pues participó y sofocó continuos alzamientos.

- Rafael de Nogales Méndez, fue un militar, escritor y aventurero venezolano. Participó en diversos conflictos entre los que resalta la Primera Guerra Mundial, al servicio del ejército otomano.

- Mariano Picón Salas, fue un escritor, diplomático y académico venezolano. En su obra destacan los ensayos históricos, de crítica literaria y la historia cultural de América Latina, los cuales lo convierten en uno de los intelectuales venezolanos más universales.

- Alberto Adriani, destacado economista, escritor y político venezolano. Fue ministro de Agricultura y posteriormente de Hacienda.

- Johan Santana  Beisbolista profesional venezolano que juega en la posición de lanzador, ganó el Premio Cy Young de la Liga Americana en 2004 y 2006.

- Richard Páez Médico, exfutbolista venezolano y entrenador de fútbol.

- Tomás Rincón Futbolista profesional de la selección mayor de Fútbol de Venezuela y actual jugador del Torino FC de Italia.

- Édgar Ramírez actor venezolano, de cine y televisión, ganador de un Premio César, ganador de un ALMA Award, nominado al Globo de Oro, al Premios del Sindicato de Actores y a los Premios Emmy.
- Chucho Corrales, llamado "El cantor del Táchira", fue un cantante, locutor, político y compositor venezolano. Por su sensibilidad artística hacia su tierra era conocido también como el trovador romántico de los Andes.

- Kent James, de San Cristóbal, es conocido en el mundo musical venezolano, boricua y estadounidense por haber interpretado canciones del género urbano y balada. En agrupaciones como Calle Ciega y Los cadillacs se hizo acreedor en 2 oportunidades del premio Orquídea, una de diamante y otra de oro. Fue ganador en 2015 del premio heat de HTV como artista revelación del año en su última entrega en Cap Cana.

- María Edilia Rangel Márquez Conocida como «La Gocha», Cantautora, Músico, Ganadora del Reality Protagonistas de Novela. Premio al Mejor Intérprete Festival Viña del Mar.

- Pedro León Zapata fue un pintor, escritor, caricaturista y humorista venezolano.